# Preço sombra
Em economia, o preço sombra corresponde ao custo de oportunidade de uma atividade, que pode ser referido como sendo o seu verdadeiro preço económico. Podem ser calculados para os bens e serviços que não tenham um preço de mercado, por exemplo por serem fixados por um governo.
São usados para análises custo/benefício abrangendo todas as variáveis de decisão, existam ou não preços de mercado para cada uma delas, como é o caso das decisões numa economia centralmente planificada.
Em otimização com restrições na pesquisa operacional, o preço sombra é a variação do valor objectivo da solução óptima de um problema de otimização obtido através do relaxamento da restrição por uma unidade - é a utilidade marginal de relaxar a restrição ou, de forma equivalentemente, o custo marginal de reforçar a restrição.
Numa aplicação de negócios, o preço de sombra é o preço máximo que a gestão está disposta a pagar para uma unidade adicional de um determinado recurso limitado. Por exemplo, se uma linha de produção já está operando no seu limite máximo de 40 horas, o preço de sombra seria o preço máximo que o gerente estaria disposto a pagar para o funcionamento durante uma hora adicional, com base nos benefícios que receberia dessa alteração.
De forma mais formal, o preço de sombra é o valor do multiplicador de Lagrange no ponto da solução ideal, o que significa que é a variação infinitesimal na função objectivo decorrente de uma variação infinitesimal na restrição. Isto resulta do facto de que a solução ideal do gradiente da função objetiva é uma combinação linear de gradientes de função de restrição com pesos iguais aos multiplicadores de Lagrange. Cada restrição num problema de otimização tem um preço de sombra ou variável dual.
O valor do preço de sombra pode fornecer aos decisores uma importante compreensão sobre os problemas. Por exemplo, se você tiver uma restrição que limita a quantidade de trabalho disponível para 40 horas por semana, o preço de sombra irá dizer-lhe quanto você estaria disposto a pagar por uma hora adicional de trabalho. Se o seu preço de sombra é $10 para a restrição de trabalho, por exemplo, você não deve pagar mais de US $10 por uma hora para trabalho adicional. Um custo de trabalho inferior a $10 aumentará o valor objetivo; custos de trabalho superiores a $10 por hora irão diminuir o valor objectivo. Um custo do trabalho de exatamente $10 fará com que o valor da função do objetivo permaneça o mesmo.